# Enguerrand Homps
Jean Louis Enguerrand Homps est un homme de lettres, directeur d’un journal local. Il est né et décédé à Reims. 

## Biographie
Jean Louis Enguerrand Homps est un écrivain français né à Reims le 14 juillet 1884, mort à Reims (Marne), le 2 novembre 1951. 
Il fut, avec René Druart, Pierre Petitjean fondateur de la Champagne illustrée, et Henri Druart, l'un des quatre mousquetaires du Cercle littéraire qu'ils avaient créé en 1934.
Il a été directeur de La Champagne illustrée, revue mensuelle illustrée de l'activité régionale parue de 1934 à 1955 et dont le siège était à Reims.
Il a fait partie de l’Académie nationale de Reims dont il a assuré la présidence en 1944.
Il épousa Léonie Marie Declerck (1883-1970). Il est inhumé le 5 novembre 1951 au Cimetière de l'Ouest de Reims.

### Hommages
Un prix de poésie Enguerrand-Homps est créé en son honneur.

### Prix littéraires
- 1932 : prix Langlois de l’Académie française pour la traduction de Iphigénie en Tauride ;
- 1938 : prix Montyon  de l’Académie française pour Petites Histoires au grand air.

### Œuvres littéraires
- Guirlande, 1928 ;
- Iphigénie en Tauride, version française d'après la tragédie de J. W. Goethe, Paris, impr.-libr. Alphonse Lemerre, 1928. (22 mars.) In-16, 137 p. 12 fr. [7199][4];
- Saisons et Nuances, 1934 ;
- Petites Histoires au grand air, publié par L. Michaud, Reims, 1937.